# Järva, Solna kommun

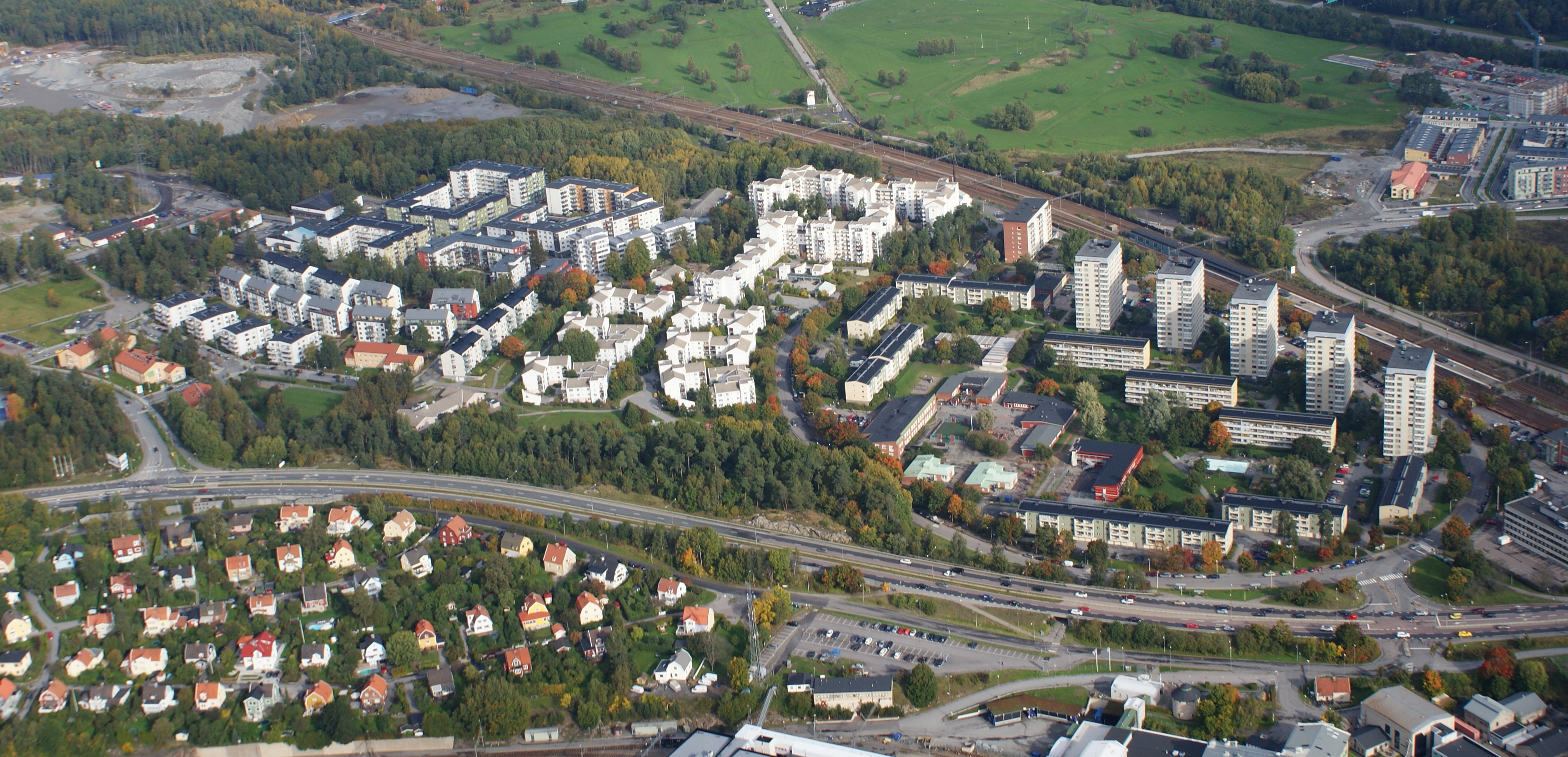
Flygbild med Järvastaden, Agnesberg och Bagartorp i mitten.

Järva är en av åtta stadsdelar i Solna kommun. Stadsdelen gränsar till Sundbybergs kommun i väster, Sollentuna kommun i norr, stadsdelarna Ulriksdal och Haga i öster och stadsdelarna Råsunda och Hagalund i söder. Områden inom Järva är Frösunda, Ritorp, Arenastaden, Hagalundsdepån, Råstahem, Västerjärva, Bagartorp, Nya Ulriksdal (f.d. Ulriksdals galoppfält), Överjärva och Järvastaden.
I stadsdelen ligger Ulriksdals pendeltågsstation.

## Bilder
Bebyggelsen i Ulriksdal i juni 2011. Den nya bostadsbebyggelsen mellan Järva Krog och Överjärva och öster om pendeltågsstationen har påbörjats.

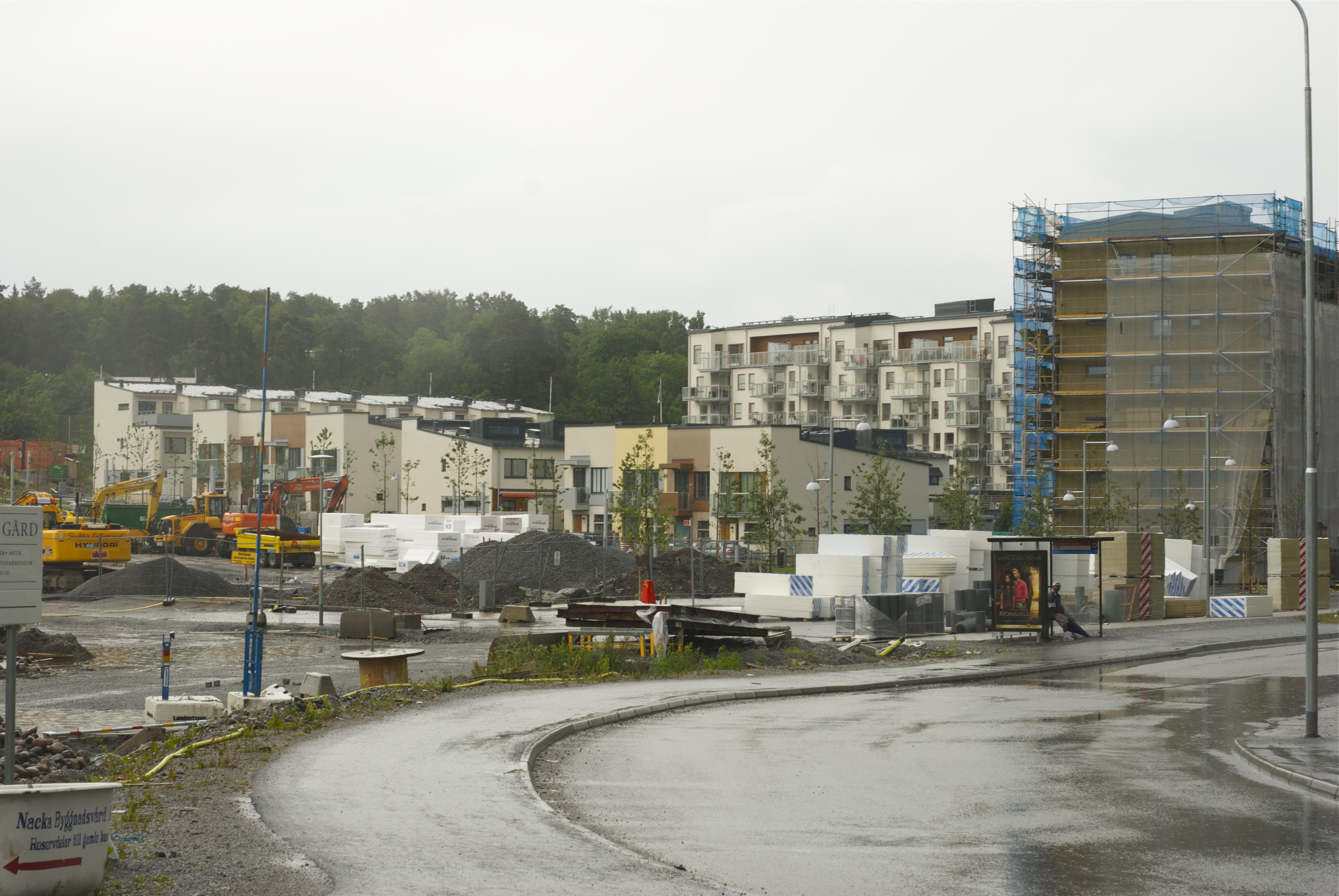
Nya bostadshus norr om Järva krog under uppförande.
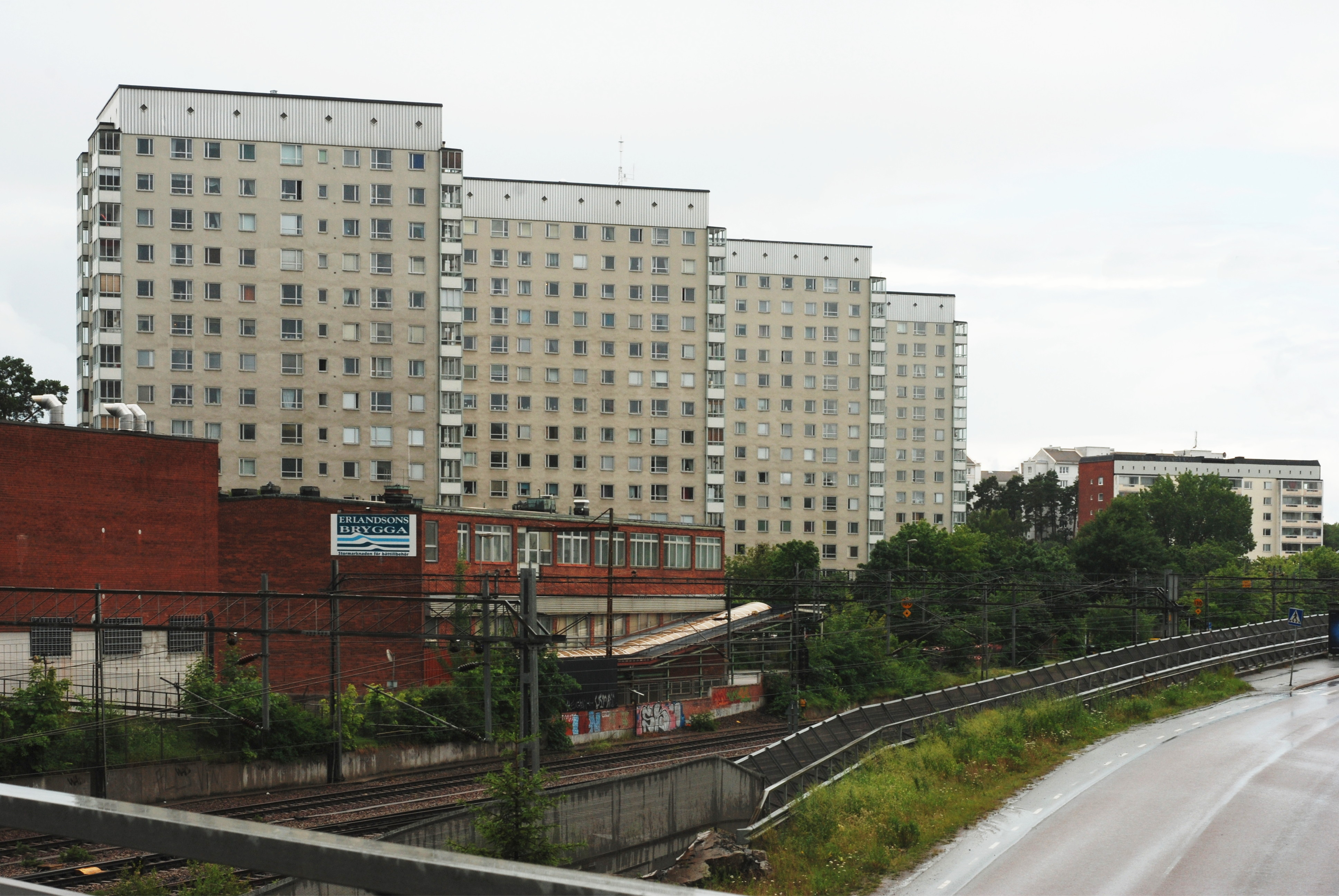
Sextiotalshus i Bagartorp
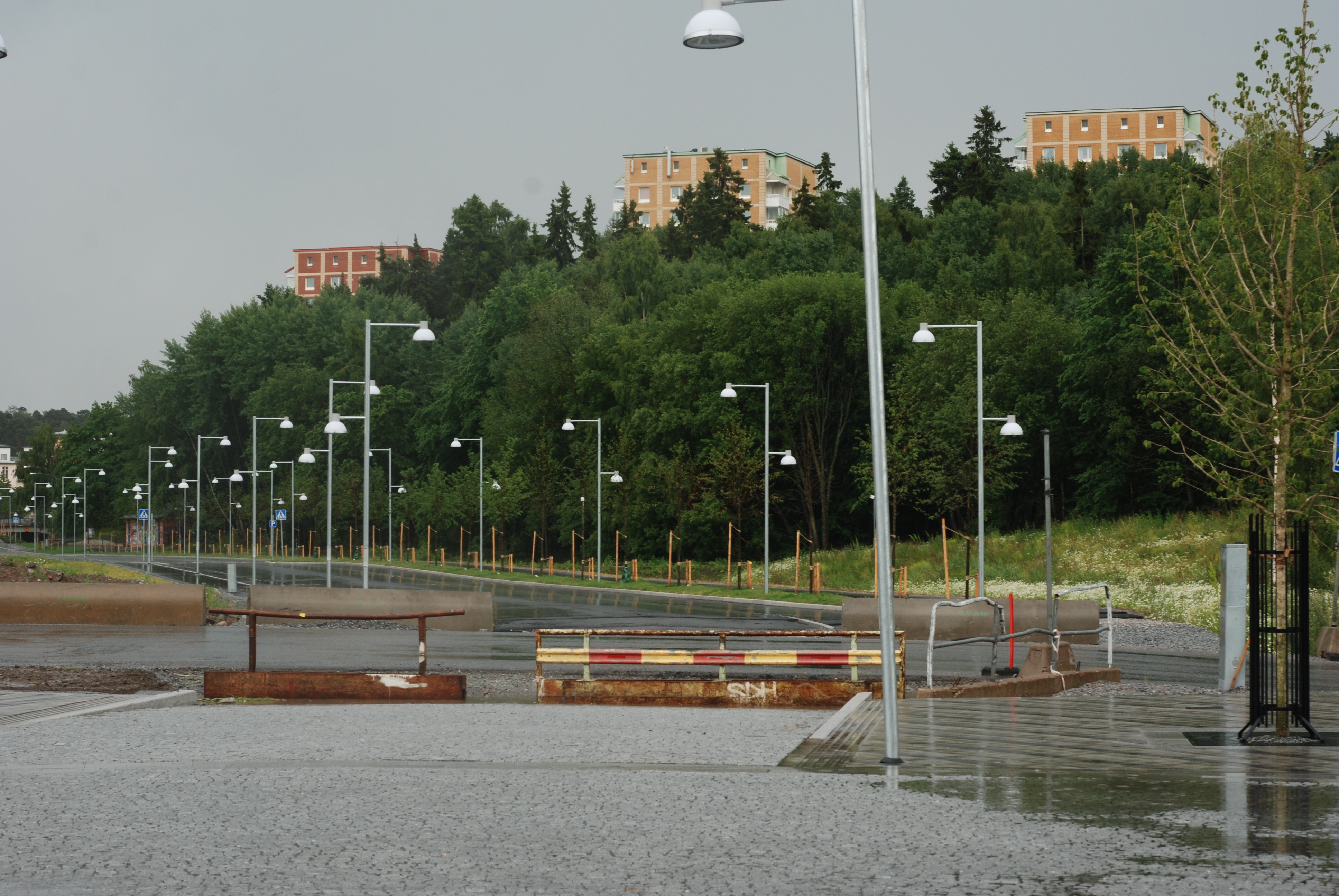
Ny väg i området mellan Järva krog och järnvägen. I bakgrunden punkthusen på Törnbacken.
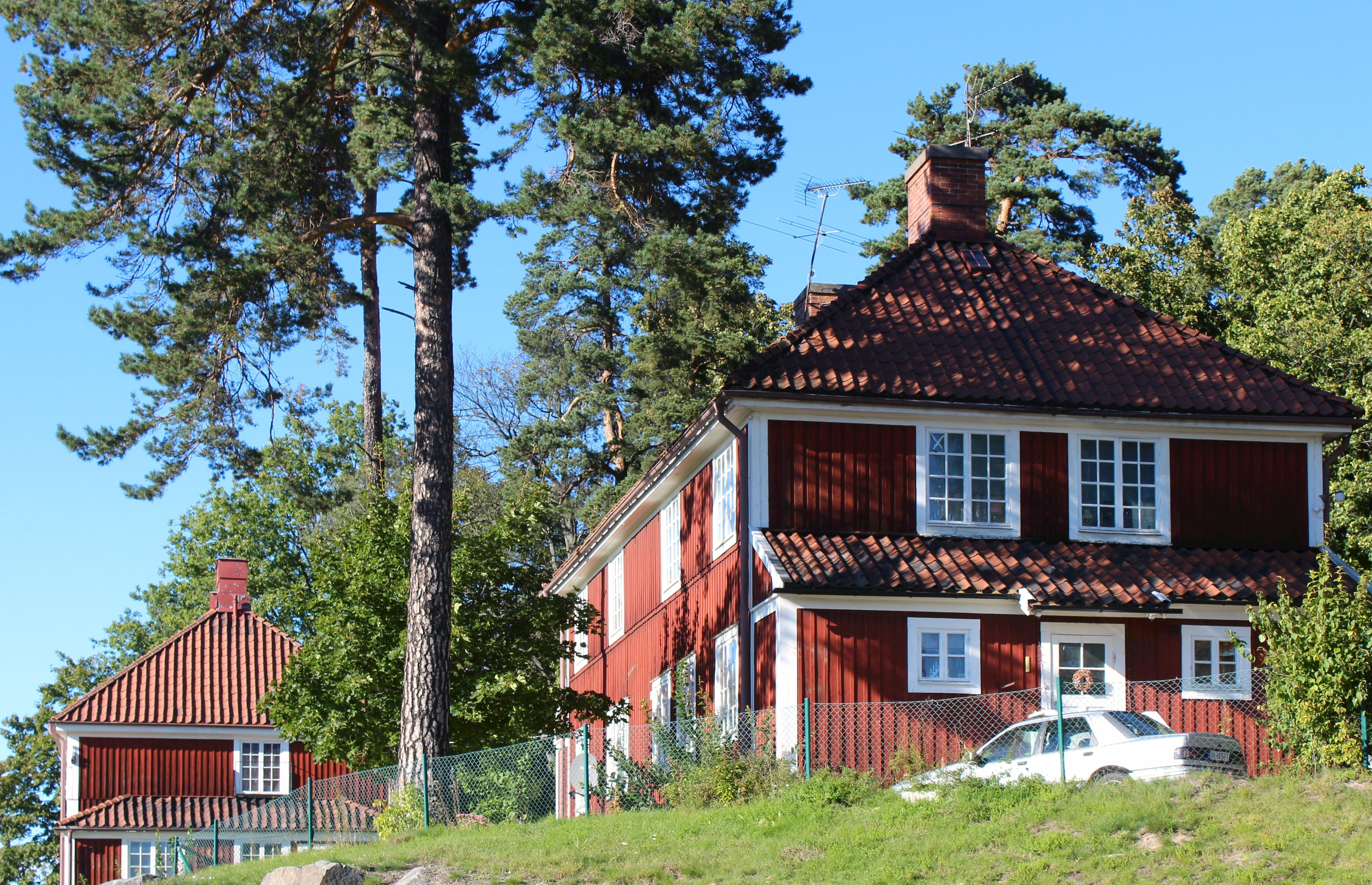
Två av de så kallade "Rödingarna" på sin ursprungliga plats, Kolonnvägen 26 och 28